# Laccobius (Hydroxenus)
Laccobius (Hydroxenus) – podrodzaj chrząszczy z rodziny kałużnicowatych, plemienia Laccobiini i rodzaju kaługowiec. Obejmuje około 20 opisanych gatunków.

## Morfologia
Chrząszcze o owalnym w zarysie, co najwyżej umiarkowanie wysklepionym ciele o długości mieszczącej się w przedziale od 1,6 do 3,9 mm, z wierzchu ubarwionym żółtawo z ciemną, metaliczną plamą pośrodku przedplecza oraz ciemnym wzorem na pokrywach. Pokrywy mają co najwyżej cztery szeregi mniej lub bardziej nieregularnych punktów. Przód śródpiersia jest zwężony, a środek ma wyraźnie wyniesione podłużne żeberko (kil) lub wyrostek. Odnóża tylnej pary mają odłączone od ud krętarze i zakrzywione golenie.

## Taksonomia
Takson ten wprowadzony został w 1867 roku przez Thomasa Vernona Wollastona jako osobny rodzaj. Gatunkiem typowym wyznaczono opisanego w tej samej publikacji Hydroxenus subpictus. Później omawiany takson obniżony został do rangi podrodzaju w obrębie rodzaju kaługowiec. W 1974 roku Elio Gentili wyróżnił podrodzaj Laccobius (Platylaccobius), jego gatunkiem typowym wyznaczając Laccobius mulsanti. W 1991 roku zsynonimizowany on został z Laccobius (Hydroxenus) przez Michaela Hansena.
Do podrodzaju tego zalicza się około 20 opisanych gatunków:
- Laccobius balfourbrownei Gentili, 1988
- Laccobius caffer Boheman, 1851
- Laccobius californicus Orchymont, 1942
- Laccobius clarus Gentili, 1981
- Laccobius cooperi Orchymont, 1948
- Laccobius curvipes Régimbart, 1903
- Laccobius discicollis Régimbart, 1903
- Laccobius ellipticus LeConte, 1855
- Laccobius femoralis Rey, 1885
- Laccobius leopardus Bilton & Gentili, 2014
- Laccobius leucaspis Kiesenwetter, 1870
- Laccobius mexicanus Orchymont, 1942
- Laccobius oregonensis Cheary, 1971
- Laccobius pallidicollis Gentili, 1979
- Laccobius platescens Gentili, 1989
- Laccobius revelieri Perris, 1864
- Laccobius subpictus (Wollaston, 1867)
- Laccobius tarsalis Gentili, 1988